# Hadena karsholti
Hadena karsholti is een vlinder uit de familie uilen (Noctuidae). De wetenschappelijke naam is voor het eerst geldig gepubliceerd in 1995 door Hacker.
De soort komt voor in Europa.